# Чекно
Чекно (у 1940-х — 2014 — Межиріччя) — село в Україні, у Ярославицькій сільській громаді Дубенського району Рівненської області.

## Географія
Селом протікає річка Тишиця, яка впадає у річку Стир.

## Історія
Чекно згадується від 10 листопада 1564 року як маєток князя Якова Крокоткі-Єловицького.
Свою назву село отримало від того, як переказують, що князь Луцький Ярослав Ізяслович, який жив у Ярославичах, тут чеканив (карбував) свою монету — так зазначає дослідник історії Волині Теодорович М. І. З південного заходу село омивається річкою Стиром, а з півночі — Тишицею, від того і походить назва села Межиріччя. 
На центральній вулиці поселення Чекно і донині височать мури барокової Хресто-Воздвиженської церкви, будівництво якої профінансував 1733 року граф Соболевський, і яку в 1963 році зруйнували радянські атеїсти. У 1946 році село Чекно офіційно перейменоване на село Межиріччя.
У 1906 році село Ярославицької волості Дубенського повіту Волинської губернії. Відстань від повітового міста 35 верст, від волості 2. Дворів 38, мешканців 235.
7 (20) листопада 1917 року, відповідно до Третього Універсалу Української Центральної Ради, увійшло до складу Української Народної Республіки.
За Польщі (1921-1939) землі навколо села належали графині з Ратнева. Частину їх виділили польським «осадникам». Найбільшу земельну ділянку з них мав полковник Кулькевіч — 25 га. До середини 30-х років чекненські діти ходили в школу с. Яловичі. У 1935 р. Макар Шевчук здав частину своєї хати під школу, таким чином виник свій чекненський навчальний заклад. Тут були перший і четвертий класи, а другий та третій — у Яловичах. А в Ярославичах діяла п'ятикласна школа. Навчали дітей у Чекні пані Марися, чоловік якої Дембек служив комендантом поліції у Ярославицькій гміні, пані Варвара, Людмила Шевчук, Римма Стецюк. Після війни школу «перенесли» в хату Матвія Шлихти, котрого з сім'єю вивезли в Сибір. Потім навчальний заклад закрили, а діти ходили на навчання до Яловичів, де на початку 70-их років школа теж опинилася «на замку».
У роки німецької окупації в селі діяв осередок ОУН-УПА. Члени «боївки» спочатку квартирували у Трохима Кваші, а потім під кручею на березі Стира вони зробили схрон, в якому і переховувалися. Станичним був Петро Миколайович Новосад, а начальником зв'язку — чоловік із псевдо «Ярема». У Чекні до війни працювала сільська рада. Головував тоді Йосип Сидорук, а після його загибелі Микола Липчанський. Після війни до об'єднання із Ярославицькою сільраду очолював Гордовський із с. ПідлісціОстрожецького району. Зміна назви села Чекно на Межиріччя відображена у довіднику «Українська РСР. Адміністративно-територіальний поділ» станом на 1 вересня 1946 р.
У грудні 1939 р. була утворена Рівненська область і село Чекно увійшло до складу, утвореного в січні 1940 р., 11 березня 2014 року селу Межиріччя повернуто історичну назву Чекно. Дворів у селі — 43, населення — 100 осіб.
12 червня 2020 року, відповідно до розпорядження Кабінету Міністрів України № 722-р від «Про визначення адміністративних центрів та затвердження територій територіальних громад Рівненської області», увійшло до складу Ярославицької сільської громади.
19 липня 2020 року, в результаті адміністративно-територіальної реформи та ліквідації Млинівського району, село увійшло до складу Дубенського району.

## Населення

### Мова
Розподіл населення за рідною мовою за даними перепису 2001 року:
| Мова            | Кількість | Відсоток |
| --------------- | --------- | -------- |
| українська      | 120       | 96.77%   |
| російська       | 3         | 2.42%    |
| інші/не вказали | 1         | 0.81%    |
| Усього          | 124       | 100%     |

## Пам'ятки
- Заплава річки Стир — гідрологічний заказник місцевого значення

## Відомі люди
Навесні 1881 року Ольга Петрівна Косач повезла дітей Михайла, Лесю, Ольгу у село Чекно, щоб вони побачили і послухали веснянки. Саме тут у селі Чекно десятилітня Леся чи не вперше познайомилась з поетичним народним весняним звичаєм. Майже все життя зберігала вона у своїй пам'яті пісенні мелодії, що їх перейняла в дитинстві у нашому краї. Зупинившись у селі Чекно, в знайомого Самарина Косачі проживаючи там винесли звідти багато цікавих вражень. Кожного дня Олена Пчілка разом з дітьми відвідувала кілька хат вишукуючи рідкісні художні візерунки волинської вишивки.
В 1971 році з нагоди 100-літнього ювілею письменниці у Ярославичах відбулося урочисте встановлення меморіальної дошки з написом: «1881 року в селі Чекно (нині Межиріччя Ярославицької сільської ради) вивчала народні веснянки українська поетеса Леся Українка».